# Delias ormoensis
Delias ormoensis is een vlindersoort uit de familie van de Pieridae (witjes), onderfamilie Pierinae.
Delias ormoensis werd in 2006 beschreven door van Mastrigt.